# La Villeneuve (Creuse)
 La Villeneuve  es una comuna (municipio) de Francia, en la región de Nouvelle-Aquitaine, departamento de Creuse, en el distrito de Aubusson y cantón de Crocq.
Su población en el censo de 1999 era de 90 habitantes.
Está integrada en la Communauté de communes du Haut Pays Marchois.